# Claremont (Kalifornia)
Claremont – miasto w Stanach Zjednoczonych, w stanie Kalifornia, w hrabstwie Los Angeles.